# Даніялов Абдурахман Даніялович
Абдурахман Даніялович Даніялов (нар. 22 серпня 1908, селище Ругуджа Гунібського округу Дагестанської області, тепер Гунібського району Дагестану, Російська Федерація — 24 квітня 1981, місто Москва) — радянський державний діяч, 1-й секретар Дагестанського обласного комітету КПРС, голова Ради народних комісарів Дагестанської АРСР, голова Президії Верховної ради Дагестанської АРСР. Кандидат у члени ЦК КПРС у 1952—1956 роках. Член ЦК КПРС у 1956—1971 роках. Депутат Верховної Ради Дагестанської АРСР. Депутат Верховної Ради Російської РФСР. Депутат Верховної Ради СРСР 2—7-го скликань, член Президії Верховної Ради СРСР у 1950—1962 і 1966—1970 роках. Кандидат історичних наук (.02.1969), доктор історичних наук (.09.1974).

## Життєпис
Народився в селянській родині. З 1920 по 1924 рік виховувався в дитячому будинку в Гунібському районі. У 1924—1928 роках — учень Буйнацького педагогічного технікуму Дагестанської АРСР.
Член ВКП(б) з 1928 року.
З жовтня 1928 по 1929 рік — відповідальний секретар Гунібського окружного комітету ВЛКСМ Дагестанської АРСР.
У 1929—1930 роках — завідувач агітаційно-пропагандистського відділу Дагестанського обласного комітету ВЛКСМ.
З березня 1930 року — начальник Головного управління Народного комісаріату освіти Дагестанської АРСР.
У 1930—1935 роках — студент Московського інституту інженерів водного транспорту. Потім навчався в аспірантурі.
У 1936 — лютому 1937 року — начальник відділу Управління водного господарства Дагестанської АРСР.
У лютому 1937 — квітні 1939 року — народний комісар землеробства Дагестанської АРСР.
У квітні — липні 1939 року — завідувач сільськогосподарського відділу Дагестанського обласного комітету ВКП(б).
У липні 1939 — березні 1940 року — 3-й секретар Дагестанського обласного комітету ВКП(б).
У березні 1940 — грудні 1948 року — голова Ради народних комісарів (Ради міністрів) Дагестанської АРСР. Під час німецько-радянської війни входив до Військової ради 44-ї армії та був членом Махачкалинського комітету оборони.
У 1947 році заочно закінчив Вищу партійну школу при ЦК ВКП(б).
3 грудня 1948 — 29 листопада 1967 року — 1-й секретар Дагестанського обласного комітету ВКП(б) (КПРС). Одночасно у 1948—1950 роках — 1-й секретар Махачкалинського міського комітету ВКП(б).
У листопаді 1967 — 1970 року — голова Президії Верховної ради Дагестанської АРСР.
У 1969 році Даніялову присуджено вчений ступінь кандидата історичних наук за сукупність робіт за темою «Здійснення ленінської національної політики КПРС в Дагестані».
З 1970 року — персональний пенсіонер союзного значення.
У 1971 — 24 квітня 1981 року — старший науковий співробітник Інституту сходознавства Академії наук СРСР у Москві.
У 1974 році захистив докторську дисертацію «Будівництво соціалізму і розвиток національних відносин в Дагестані, 1920—1940 рр. (Досвід переходу до соціалізму раніше відсталих народів і розвитку національних відносин на прикладі Дагестанської АРСР) »
Помер 24 квітня 1981 року в Москві. Похований в Махачкалі.

## Військове звання
- генерал-майор

## Нагороди
- п'ять орденів Леніна
- орден Вітчизняної війни І ст.
- орден Трудового Червоного Прапора
- медаль «За трудову доблесть»
- медалі